# Affaire Jallal Hami
L'affaire Jallal Hami est une affaire judiciaire française qui a pour origine la mort par noyade d'un élève officier de École spéciale militaire de Saint-Cyr, au cours d’une soirée de « transmission des traditions de l’école » le 30 octobre 2012 à Guer (Morbihan, en région Bretagne). 
Le procès a lieu au mois de novembre 2020 : sur les sept prévenus, poursuivis pour homicide involontaire, trois sont condamnés à des peines de prison avec sursis, et les quatre autres sont relaxés. 
En 2022, le cinéaste Rachid Hami, frère de la victime, réalise Pour la France, un film sur la vie et la mort de Jallal (renommé « Aïssa Saïdi »).

## Biographie de Jallal Hami

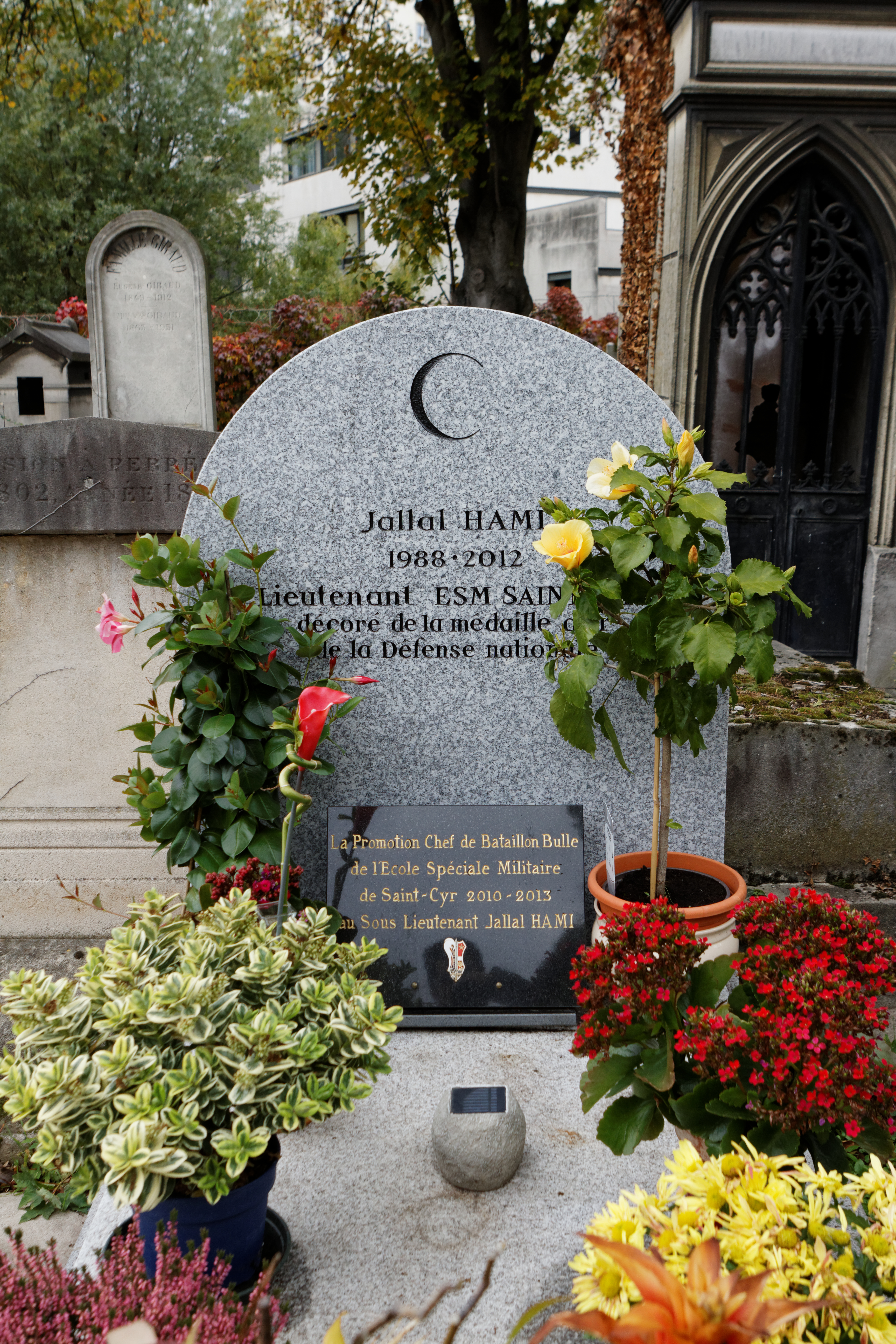
Tombe au cimetière du Père-Lachaise.

Jallal Hami naît le 29 mai 1988 en Algérie. Sa mère, directrice de collège, s’oppose aux islamistes qui veulent imposer des prières dans l’établissement. Son père est quant à lui applicateur orthopédiste 
En 1992, elle décide de quitter l’Algérie avec ses enfants. Ils s'installent en Seine-Saint-Denis à Pierrefitte-sur-Seine. En 2005, Jallal obtient le baccalauréat « Lettres et histoire » et entre à Institut d'études politiques de Paris dans le cadre de la convention éducation prioritaire. 
En 2012, il intègre l'école militaire de Saint-Cyr.

## Circonstances de son décès
La mort de Jallal Hami, « brillant élève-officier » survient le 30 octobre 2012 lors d’un exercice dit de « transmission des traditions », « bahutage » (à Saint-Cyr), qui peut facilement se transformer en « bizutage », pratique délictuelle. 
C'est l'ensemble des élèves de deuxième année qui assume chaque année la « transmission des traditions ». Les élèves de première année sont réveillés en pleine nuit, doivent s'équiper de leurs rangers et de leur casque et on leur impose le « défi » de traverser un étang d’une cinquantaine de mètres à la nage, pratique interdite de nuit en raison de sa dangerosité. 
Un premier groupe réussit la traversée dans une eau à 9 degrés, mais certains élèves qui se sont sentis menacés de noyade, alertent les organisateurs. Le responsable du bahutage s’entête et le bahutage se poursuit (sur la musique de Richard Wagner) quand le groupe de Jallal Hami s’engage. La lumière du projecteur éclairant l'étang s’éteint au milieu du parcours et le chaos s'installe. 
Après la fin de l'opération, Jallal est retrouvé noyé près de la berge.

## L'enquête et le procès
Sept militaires, dont un général (colonel au moment des faits), sont poursuivis pour homicide involontaire devant le tribunal correctionnel de Rennes.
La longue durée de l'instruction s'expliquerait, selon Le Monde, par le fait que « l’institution Saint-Cyr, connue pour son conservatisme, voire ses valeurs rétrogrades, n’aime pas que l’on se mêle de sa vie interne », et serait en partie due « aux réticences de l’institution militaire et à la mauvaise volonté des prévenus qui ont longtemps caché la réalité des faits ». 
Le procès a lieu en novembre 2020,, où ils comparaissent effectivement pour homicide involontaire. 
Trois des prévenus sont condamnés :
- le capitaine Marc Assier de Pompignan et le lieutenant-colonel Hervé Wallerand à six mois de prison avec sursis
- Hugues Delvove[Qui ?] (qui a ensuite quitté l’armée), à huit mois de prison avec sursis.

Les quatre autres sont relaxés,.
À l’énoncé du verdict, Rachid Hami s'adresse aux juges en leur disant : « Je vous remercie d’avoir trahi mon frère. Vous m’avez déçu et vous avez déçu notre justice ».

## Pour la France(2022)
Cette affaire inspire le film Pour la France réalisé par Rachid Hami avec Shaïn Boumedine dans le rôle d'Aissa Saidi, sorti le 8 février 2023.
Le film s'ouvre sur la soirée de « bahutage », véritable scène d'apocalypse, suivie immédiatement de l'annonce de la mort d'Aissa à sa famille. Il raconte ensuite les événements jusqu'à l'inhumation (relations entre la famille et les militaires ), tout en retraçant, par une succession de flashbacks, le parcours de la famille lors de son départ d'Algérie et une partie des études d'Aissa (qui fait un semestre d'études à Taiwan) ainsi que ses relations pas toujours faciles avec son frère aîné Ismael, au parcours scolaire plus modeste.
En ce qui concerne les suites de la mort d'Aissa, le film, dont le récit s'achève au bout de quelques jours, évoque très peu l'enquête (et pas du tout le procès), mais surtout la question des honneurs que l'armée et le gouvernement acceptent de lui rendre. Une cérémonie militaire a lieu au fort de Vincennes et le lieutenant Aissa Saidi est inhumé au cimetière du Père-Lachaise, et non pas à Bobigny, comme d'abord proposé.